# Fußballnationalmannschaft der DDR (U-21-Männer)
Die U-21-Fußballnationalmannschaft der DDR war eine Auswahlmannschaft von Fußballspielern aus der DDR. Sie gehörte als Nachwuchsauswahl zum Deutschen Fußball-Verband und repräsentierte diesen international mit einer Alterseinschränkung. Neben Freundschaftsspielen gegen die Auswahlmannschaften anderer nationaler Verbände trat die Vertretung bei den Nachwuchseuropameisterschaften an.

## Firmierung
Da das Alterslimit nicht immer konstant war, blieb auch die neutrale Bezeichnung Nachwuchsauswahl der DDR bis zum Ende des DDR-Fußballs geläufig. Lediglich von 1972 bis 1976, als parallel eine U-23- als auch eine U-21-Mannschaft spielten, wurde konkreter zwischen den beiden Teams unterschieden.

## Geschichte
Die Nachwuchsauswahl bestritt zwischen 1953 und 1989 über 275 offizielle Länderspiele gegen Nachwuchsmannschaften anderer Fußballverbände – als U-23 112 Matches und als U-21 164 Partien. Sie war das Bindeglied zwischen der Juniorennationalmannschaft und der A-Nationalmannschaft. Entsprechend den internationalen Regeln waren zunächst Spieler unter 23 Jahren, deshalb später auch als U-23 bezeichnet, und ab 1972 unter 21 Jahren spielberechtigt. In bestimmten Grenzen durfte auch ältere Akteure eingesetzt werden.
Das erste Nachwuchsländerspiel fand am 5. Juli 1953 im damaligen Karl-Marx-Stadt (heute Chemnitz) statt. Die DDR besiegte die tschechoslowakische Nachwuchsauswahl mit 1:0. Der Siegtorschütze war der spätere A-Nationalspieler Günter Imhof.
Da für das olympische Fußballturnier der Sommerspiele 1992 eine Altersbeschränkung vorgesehen war, wurde die europäische Qualifikation für die Endrunde in der katalanischen Metropole mit der U-21-EM 1992 verschränkt. Da im Wendeherbst noch die letzten Spielen der Qualifikation für die U-21-EM 1990 ausgetragen wurden, firmierte die parallel dazu bereits neu formierte Nachwuchself zunächst als Olympiaauswahl. Durch die Wiedervereinigung und die Auflösung des DFV wurde diese Elf nicht zur neuen ostdeutschen U-21 und somit war über die Nachwuchs-EM auch eine Qualifikation für die Spiele in Barcelona nicht mehr möglich.
Ihr letztes Spiel bestritt die alte U-21-Auswahl am 14. November 1989 beim finalen EM-Qualifikationsspiel gegen Österreich. Die Partie gewannen die Spieler um Andreas Wagenhaus, Dirk Schuster, Bernd Hobsch und Uwe Rösler im niederösterreichischen Stockerau mit 1:0. Das goldene Tor erzielte der spätere Bundesligaprofi Rocco Milde.

## Nachwuchseuropameisterschaften
Bereits 1967 beteiligte sich die Nachwuchsauswahl an dem Vorgänger der U-23-Europameisterschaft, dem Pokal für U-23-Nationalmannschaften. In einem jährlichen Herausforderungsmodus wurden als erste Teilnehmer Bulgarien und die DDR ausgelost. Das Spiel fand am 7. Juni 1967 im bulgarischen Stara Zagora statt. Bulgarien schlug die DDR mit 3:2 und war damit erster Titelträger.
1970 begann die Qualifikation zur ersten offiziellen U-23-Europameisterschaft, in der die DDR-Auswahl an den Niederlanden und Jugoslawien scheiterte. Bei der folgenden Europameisterschaft waren die DDR-Nachwuchsspieler erfolgreicher. Sie setzten sich in der Qualifikation gegen Rumänien und Albanien durch, schalteten im Viertelfinale Italien und im Halbfinale Polen aus und unterlagen erst in den beiden Finalspielen 1974 Ungarn mit 3:2 und 0:4. Bei der EM 1974/76 scheiterte die DDR bereits in der Qualifikation an Frankreich und Belgien.
1978 wurde mit einer neuen Altersbeschränkung erstmals eine U-21-Fußball-Europameisterschaft ausgetragen. Damit wurde auch die DDR-Auswahl in eine U-21 umgewandelt. 1978 erreichte die Mannschaft das Finale, nachdem in der Qualifikation die Türkei, Österreich, im Viertelfinale die Tschechoslowakei und im Halbfinale Bulgarien ausgeschaltet worden waren. In den beiden Finalspielen wartete Jugoslawien auf die DDR-Auswahl, die auch diesmal den EM-Titel mit 0:1 und 4:4 verpasste. Ein letztes Mal erreichte die DDR-Nachwuchsauswahl das EM-Finale 1980. Sie hatte in der Qualifikation die Niederlande und Polen eliminiert, im Viertelfinale Ungarn und im Halbfinale England besiegt und traf nun auf die Sowjetunion. Nach einem 0:0 und einer 0:1-Niederlage wurde der DDR-Nachwuchs zum dritten Mal Vizeeuropameister. Bei den folgenden fünf U-21-Europameisterschaften scheiterte die DDR-Nachwuchsauswahl stets bereits in der Qualifikation.

### Teilnahme an Nachwuchseuropameisterschaften
| 1972 | Aus in der Gruppenphase |
| 1974 | Zweiter                 |
| 1976 | Aus in der Gruppenphase |
| 1978 | Zweiter                 |
| 1980 | Zweiter                 |
| 1982 | Aus in der Gruppenphase |
| 1984 | Aus in der Gruppenphase |
| 1986 | Aus in der Gruppenphase |
| 1988 | Aus in der Gruppenphase |
| 1990 | Aus in der Gruppenphase |

| Erstes Finalspiel der Europameisterschaft gegen die UdSSR am 7. Mai 1980 im Rostocker Ostseestadion: Lothar Kurbjuweit (Jena), René Müller (Lok Leipzig), Thomas Dennstedt (Lok Leipzig), Bernd Schulz (BFC Dynamo), Rainer Troppa (BFC Dynamo), Artur Ullrich (BFC Dynamo), Ralf Sträßer (BFC Dynamo), Ronald Kreer (Lok Leipzig), Jürgen Raab (Jena), Jürgen Uteß (Rostock), Thomas Töpfer (Jena) (v.l.n.r.). In diesem Spiel wurden Dirk Stahmann (Magdeburg) und Frank Pastor (Halle) eingewechselt. Im Rückspiel kam außerdem Hans-Jürgen Riediger (BFC Dynamo) zum Einsatz. |

## Rekordspieler
Die U-23- und U-21-Einsätze sind in dieser Liste von Spielern mit mehr als 25 Einsätzen zusammengefasst.
| Udo Schmuck      | 42 |
| Andreas Roth     | 42 |
| Frank Terletzki  | 40 |
| Joachim Müller   | 33 |
| Reinhard Häfner  | 29 |
| Dieter Kühn      | 28 |
| Heiko Bonan      | 27 |
| Joachim Fritsche | 27 |
| Rainer Jarohs    | 26 |
| Peter Kotte      | 26 |
| Claus Boden      | 25 |
| Gerd Heidler     | 25 |